# Леманис, Андрей
Андрей Леманис  (англ. Andrej Lemanis, род. 18 марта 1969, Мельбурн, Австралия) — австралийский баскетбольный тренер. Главный тренер мужской сборной Австралии и баскетбольного клуба «Брисбен Буллетс».

## Биография
Латышского происхождения. Семья А. Леманиса эмигрировала в Австралию в конце Второй мировой войны. Имеет как австралийское, так и латвийское гражданство.
Играл за клубы штата Виктория (Австралия). В составе команды «South East Melbourne Magic» стал чемпионом НБЛ Австралии 1992 года.
После окончания игровой карьеры в 1996 году занялся тренерской деятельностью. Был помощников тренера баскетбольного клуба «Townsville Crocodiles».
С 2005 года в течение 8 сезонов тренировал профессиональный мужской новозеландский клуб австралийский лиги НБЛ «Нью-Зиланд Брейкерс». Являясь единственной командой НБЛ за пределами Австралии, «Нью-Зиланд Брейкерс» под его руководством стала победителем чемпионата Австралазии по баскетболу 2011, 2012 и 2013 годов.
В апреле 2013 А. Леманис стал главным тренером сборной Австралии. Выходец из Латвии сменил Бретта Брауна, тренировавшего команду с 2009 года. Под его руководством, сборная заняла 12-е место в чемпионат мира по баскетболу 2014 года и 4-е место на летних Олимпийских играх 2016 года.
В 2012 и 2013 годах назван лучшим тренером года НБЛ.